# M-行列
数学、特に線形代数の分野におけるM-行列（M-ぎょうれつ）とは、全ての固有値の実部が正であるようなZ-行列のことである。M-行列はP-行列の族の部分集合であり、また逆行列が正であるような行列の族の部分集合でもある。

## 概要
M-行列の有名な定義のひとつとして『すべての非対角成分が負かつすべての主小行列式が正であるような正則な正方行列』があるが、それ以外にも同値な定義が多く存在することが知られている。M-行列という名は、アレクサンダー・オストロフスキーがヘルマン・ミンコフスキーにちなんで名付けたものと考えられている。
対称なM-行列はしばしばスティルチェス行列と呼ばれる。
M-行列はもともと微分作用素、とくにラプラシアンのような最小・最大原理の存在する微分作用素に対する離散化の結果として自然に得られるものであり、科学技術計算の分野においてよく研究されている。
M-行列はLU分解可能であり、その際の下三角行列Lおよび上三角行列UはもとのM-行列と同様に正の対角成分と非正の非対角成分を持つ。